# Māui Pōmare
Sir Māui Wiremu Pita Naera Pōmare (Urenui, 1875 circa – San Francisco, 27 giugno 1930) è stato un politico neozelandese di etnia maori.
Fu uno degli esponenti politici di spicco del popolo maori durante il dominio coloniale britannico.

## Biografia
Proveniente da un'importante famiglia maori, Pomare poté permettersi una buona educazione. Durante gli anni passati al college di Christchurch venne convertito da un missionario americano e divenne seguace della Chiesa avventista del settimo giorno, trasferendosi negli Stati Uniti per studiare medicina in Michigan e divenendo un medico. Rientrato in Nuova Zelanda, dal 1899 entrò in politica e si adoperò per migliorare le condizioni del suo popolo, decimato dalle malattie importate dagli europei.
Grazie al suo attivismo i maori guadagnarono il diritto di voto nel 1907. Fu tra i fondatori dell'Unione Maori, e nel 1911 venne eletto come rappresentante per il distretto Western Maori. Durante la prima guerra mondiale divenne ministro referente per le Isole Cook, ma entrò presto in contrasto con le autorità isolane e venne richiamato in patria. Sempre durante il primo conflitto mondiale estese la coscrizione obbligatoria nelle truppe dell'ANZAC anche ai maori, che formarono un battaglione per partecipare alla campagna di Gallipoli. Per i suoi servigi nel 1922 ricevette il titolo di baronetto.
Dal 1923 entrò a far parte stabilmente dei governi neozelandesi, ricoprendo le cariche di ministro della Salute e poi di ministro delle Statistiche e degli Affari Interni. Nel 1928 tuttavia contrasse la tubercolosi e la sua salute declinò rapidamente, tanto che la sua campagna elettorale fu condotta quell'anno dal rivale politico Āpirana Ngata come segno di rispetto. Rieletto al parlamento neozelandese, Pomare fu poco attivo negli ultimi anni di vita, occupandosi solo di redigere una raccolta di leggende maori. Emigrò infine in California nella speranza che il clima mite locale avrebbe migliorato la sua salute; così non fu, e si spense a San Francisco il 27 giugno 1930. Fu cremato e le sue ceneri riportate in Nuova Zelanda.